# Krzysztof Szyga
Krzysztof Michał Szyga (Katowice, 6 de fevereiro de 1966) é um político da Polónia.
Ele foi eleito para a Sejm em 25 de Setembro de 2005 com 3882 votos em 31 no distrito de Katowice, candidato pelas listas do partido Platforma Obywatelska.